# Gorenje selce
Gorenje selce este o localitate din comuna Trebnje, Slovenia, cu o populație de 53 de locuitori.